# Édouard Dervieu
Le comte Édouard Dervieu, né le 17 mars 1823 à Marseille et mort le 22 décembre 1905 à Paris, est un homme d'affaires français.

## Biographie
D'une famille lyonnaise, Édouard André Dervieu est le fils de Robert Dervieu, négociant, conseiller municipal de Marseille, et de Julie Louise Henriette Roumieu.
En 1855, il s'installe en Égypte pour prendre ses fonctions de directeur des Messageries impériales à Alexandrie. Le 5 mai 1856, à Alexandrie, il épouse Zoé Koenig Bey, la fille de l'orientaliste Mathieu Auguste Koenig Bey, précepteur puis secrétaire privé (des commandements) de Mohamed Saïd Pacha, et nièce de Louis Maurice Adolphe Linant de Bellefonds. Il devient également directeur général de la Compagnie égyptienne de navigation "La Medjidieh" à partir de 1857, nouvelle compagnie de bateaux à vapeur constituée sous le patronage du vice-roi d'Égypte. Avec l'appui d'amis parisiens, il fonde à Alexandrie, en 1860, une banque privée au modeste capital de 400 000 francs, mais qui atteint le capital de 10 millions dès 1863. Lié à la famille du Pacha d'Égypte sous le Second Empire, il est le banquier personnel du vice-roi. Il est député de la colonie française à Alexandrie. 
Il est associé dans ses affaires au banquier Émile André (qui fut régent de la Banque de France) puis de la banque Oppenheim, spécialisée dans les montages financiers de haute banque en Orient. 
S'occupant de diverses sociétés industrielles, financières et commerciales en Égypte, en qualité de promoteur et d'administrateur, il est également président des Chemins de fer de Roumélie, ainsi qu'administrateur de la Compagnie des chemins de fer de Paris à Lyon et à la Méditerranée (PLM), de la Société des monts-de-piété égyptiens, de la Banque commerciale ottomane, des Mines d'or de la Guyane française, des Plâtrières du Bassin de Paris, du Crédit général français, des Chambres mortuaires d'attente, etc.
Au début des années 1870, il retourne à Paris pour y fonder une banque privée (Dervieu , Guillaumeron et Cie). Il se fait construire un hôtel particulier au 48 boulevard de Courcelles, près du parc Monceau, en 1871.
En 1875, pendant un certain temps, il prend une option sur les actions du Khédive dans la Compagnie de Suez que Disraeli devait racheter pour le compte de l'Angleterre.
Il est un des promoteurs et le vice-président de l'Union générale de Paul Eugène Bontoux en 1878 et de l'Anglo-Universal Bank en 1880 ainsi que de la Banque commerciale et industrielle d'Adolphe Bourgeois en 1888, qui deviendra le Crédit industriel et commercial (CIC). 
Le krach de l'Union générale en 1882 porte un lourd coup à ses affaires.
Protestant, il est membre du conseil presbytéral de la paroisse Saint-Esprit et président de la commission des finances du synode officieux protestant. Il est administrateur de la colonie agricole et pénitentiaire de Sainte-Foy-la-Grande (1859)

## Distinctions
- Chevalier de la Légion d'honneur (1863)
- Comte romain (23 décembre 1879)

## Publications
- Ce que coûte à l'Egypte le canal de Suez (1871)